# 美木良介
美木 良介（みき りょうすけ、1957年〈昭和32年〉11月2日 - ）は、日本の俳優、歌手、フィットネスインストラクタータレントである。本名は寺田 良介（てらだ りょうすけ）。身長180cm、血液型はO型。
複数の事務所を経て（テンプレート参照）、個人で立ち上げた「ロングブレス」に所属。
兵庫県姫路市出身。法政大学社会学部卒業。

## 来歴・人物
姫路市の寿司店を営む家の長男として生まれる。兄弟には妹、弟（店の後継者）が一人ずつ居る。店には土井正三などプロ野球選手・OBの写真が飾られており、幼少より将来はプロ野球選手になろうと志し長じて競技生活を開始した。岡山県立岡山東商業高等学校在学時は野球部に所属し、1974年の春のセンバツと翌年夏の全国高等学校野球選手権大会に三塁手のレギュラーメンバーとして出場。法政大学社会学部入学後は江川卓の2年後輩として将来を嘱望され、西武ライオンズから入団を打診されるも、肘の故障のため断念。
法政大学卒業後にレコード会社のオーディションに応募。そのハスキーな声と歌唱力が認められ、1981年1月に『涙きれいだね』で歌手デビューを果たす。尚、「美木良介」という芸名は、実家の寿司店にもよく来ていた当時阪急ブレーブスの投手・山田久志が命名した。
- デビューレコードのジャケット撮影の為に東宝に行った所、たまたま出会った土屋統吾郎監督にスカウトされ、レコード発売以前の1980年に、テレビドラマ『ただいま放課後』（フジテレビ）にて俳優としてもデビュー。更に1984年には映画デビューも果たすが、奇しくもデビュー作はかつて自らが熱中した野球を題材とした『瀬戸内少年野球団』であった。
  - ちなみに、悪役商会のリーダーとして知られる八名信夫は高校の先輩であり、美木と同じく東京六大学の一角を担う明治大学中退、東映フライヤーズ(投手）引退後、俳優に転進して現在も活躍している。[注 1]
- 1984年からNHKで放送された連続テレビ小説『心はいつもラムネ色』で主人公の親友を演じる。以降もテレビドラマ・映画・舞台・CM、また歌手としても幅広く活躍。『新・仁義の墓場』『新・日本の首領』といった仁侠映画からサスペンスドラマ、さらには『剣客商売』『子連れ狼』などの時代劇にいたるまでジャンルを問わず出演している。
- 長く独身であったが2001年に10歳年下の元OLの女性と結婚。妻との間には翌2002年5月に出生した女児がひとりあることを公表している。
- 30歳の頃に体力に自信があり、140kgのベンチプレスに挑戦したが、失敗して、腰痛を患ってしまう[1]。歩行することさえ困難なほど悪化した持病の腰痛を治療するために独自にロングブレスダイエットを開発。結果、腰痛は完治し、わずか2ヶ月で13.5kgの減量に成功。さらに体脂肪率測定で6.6%という驚異的な数値を計測した。この経験をもとにDVD・書籍を刊行。各メディアで大きく取り上げられた。
- 2011年9月6日、『笑っていいとも!』の「タカトシの対決SHOW ほこ×たて」コーナーに上半身裸の格好でゲスト出演、自慢の肉体美を披露していた。
- その他、ダイエット特集などの番組に出演する機会が増え、ロングブレスダイエットの方法を伝授している。
- 2010年代後半以降、俳優業は行なっておらず、媒体によっても「元俳優」と書かれていることもある[2]。

## 主な出演/リリース作品

### テレビドラマ
- ただいま放課後（1980年、CX）
- 消防官物語・風に立て（1981年、TBS） - 三木良介役
- 新・女捜査官 第10話「海外逃亡の男を待つ温泉町の女」（1983年6月17日、ABC）
- 太陽にほえろ!（NTV / 東宝）
  - 第501話「ある巡査の死」（1982年） - 君原誠一巡査
  - 第577話「探偵ゲーム」（1983年） - 矢追2丁目派出所巡査
- 西部警察_PART-II 第35話「娘よ・父は― 浜刑事・絶命」（1983年、ANB） - 竹内秀明（西部署曙町派出所巡査）役
- 西部警察_PART-III（ANB）
  - 第13話「追跡!1825日」（1983年7月10日）
  - 第45話「さらば友よ」（1984年3月25日） - 横須賀港南署・奥村刑事役
- 特捜最前線 第370話 「隅田川慕情!」（1984年、ANB）
- 暴れん坊将軍II 第48話「初午に燃えた江戸っ子神輿」（1984年、ANB） - 佐吉役
- 連続テレビ小説『心はいつもラムネ色』（1984年10月1日 - 1985年3月30日、NHK総合）
- のン姉ちゃん・200W（1985年、NTV）
- 東芝日曜劇場「空、晴れました」（1985年、TBS）
- 長七郎江戸日記（NTV）
  - 第1シリーズ 第110話「寺子屋ぎらい」（1986年） - 荒木新兵衛役
  - 第2シリーズ 第59話「辰も男だ!」（1989年） - さぶ役
- もめん家族（1986年、THK）
- おんな風林火山（1986年10月12日〜1987年3月1日、TBS） - 武田勝頼役
- 大都会25時 第15話「レイプ! 哀しみの花嫁衣装」（1987年、ANB）
- お入学 （1987年8月31日 - 10月9日、NHK総合・銀河テレビ小説） - 香山正彦 役
- 大河ドラマ『武田信玄』（1988年、NHK総合） - 馬場信春 役
- 火曜スーパーワイド『花ふぶき女スリ三姉妹』（1988年5月、ANB）
- 火曜サスペンス劇場（NTV系）
  - 木に登る犬（1983年、三船プロ）
  - 祝・殺人（1988年6月、NTV /　東宝）
  - 最終電車を待つ女（1989年12月、NTV / CTV）
  - 女弁護士高林鮎子9・北の街小樽に消えた女（1991年4月9日、NTV / 東映） - 野毛光行 役
  - 眠れぬ夜のために（1991年10月、NTV / にっかつ撮影所）
  - 警視庁鑑識班
  - 警部補 佃次郎 ほか
- 風よ、鈴鹿へ（1988年11月、TBS）
- 織田信長 （1989年1月1日、TBS） - 前田利家役
- 坂本龍馬 （1989年3月、TBS） - 中岡慎太郎役
- 花王 愛の劇場『うらぎり』（1989年、TBS）
- 続々・三匹が斬る! 第1話 SP「帰ってきた三匹!九州路 取るは天下か はたまた夢か」（1990年1月4日、ANB / 東映） - 別宮
- カサブランカ物語 怪盗に口づけを! 第4話「恋人選択の自由」（1990年8月、TX / 彩の会）
- 世にも奇妙な物語「通勤電車」（1990年9月、CX） ‐ 佐藤裕二 役
- あばれ八州御用旅 第2シリーズ 第1話「姫君抹殺指令!対決!白頭巾対黒爪根来衆」（1991年、TX） - 森塚菊馬 役
- 連続テレビ小説『君の名は』（1991年11月 - 1992年4月4日、NHK総合） - 菅谷博史 役
- 昭和16年の敗戦（1991年、フジテレビ） - 朝川誠司 役
- 土曜ワイド劇場（ANB~EX）
  - 森村誠一の終着駅シリーズ「信濃大町発7時53分あずさ8号殺意のめぐり逢い」（1992年2月1日） - 大上刑事 役
  - 京都妖怪地図（1994年11月19日） - 残間靖孝役
  - 西村京太郎トラベルミステリー27（1995年1月14日） - 佐々木貢 役
  - 松本清張特別企画・黒革の手帖（1996年12月7日） - 安島富夫 役
  - 温泉(秘)大作戦8（2009年12月5日）
  - 京都南署鑑識ファイル5・狙われた映画女優〜連続殺人の罠!!（2010年11月6日） - 井上明彦役
- 山村美紗サスペンス 赤い霊柩車シリーズ 1 （1992年3月6日、CX） - 黒沢春彦役
- 土曜ドラマ（NHK総合）
  - オバサンなんて呼ばないで!（1992年） - 野村哲夫 役
- …ひとりでいいの （1992年、NTV） - 北川真一役
- 愛情物語（1993年4月 - 6月、CX） - 寺田祐次役
- ホームワークスペシャル（1993年10月1日、TBS）
- アリよさらば （1994年4月15日 - 7月1日、TBS） - 伊東伸二役
- 静かなるドン （1994年10月21日 - 1995年3月17日、NTV）
- 裸の大将 第71話「清のファインプレー」（1995年2月26日、KTV / 東阪企画） - 吉沢康彦 役
- ドラマ新銀河 名古屋お金物語 （1995年6月12日 - 7月13日、NHK総合） - 矢島政哉役
- ドラマ30 もう大人なんだから!（1996年4月 - 5月、MBS） - 吉本俊介役
- 月曜ドラマスペシャル（TBS）
  - タクシードライバー咲坂都2（1996年12月2日） - 結城信一郎役
  - 名探偵キャサリン8（1999年10月4日） - 木村裕志役
  - 十津川警部シリーズ20（2000年10月2日） - 戸田克彦役
- 連続テレビ小説 甘辛しゃん（1997年10月6日 - 1998年4月8日、NHK総合） - 小野寺一世役
- ハッピーマニア （1998年7月8日 - 9月23日、CX） - 大倉竜太役
- 木曜ドラマ アナザヘヴン （2000年4月20日 - 6月29日、ANB）
- 新春ワイド時代劇『宮本武蔵』（2001年1月2日、TX）- 柳生兵庫助 役
- いなか刑事・伊原泰三の退職捜査日誌2（2002年）‐ 北条誠 役
- 金曜エンタテイメント
  - ざけんなヨ!!8「専業主婦でナゼ悪い!」（1995年4月、CX）- 北沢浩司 役
  - スチュワーデス刑事（2003年1月、CX）
- 剣客商売第5シリーズ 第2話「秘密」（2004年、CX）- 滝口友之助 役
- 月曜時代劇『子連れ狼』第3シリーズ 第6話「雨の日に切腹を…! 大五郎涙の別れ!」（2004年、EX）- 原田善兵衛役
- 女と愛とミステリー
  - 事件記者 浦上伸介3「東北線殺人事件」 （2004年4月14日、TX）- 桑名浩二 役
- 水曜プレミア
  - ねじれた絆〜赤ちゃん取り違え事件の真実〜 （2004年4月21日、TBS）- 町山記者 役
- ダンドリ。〜Dance☆Drill〜（2006年7月11日 - 9月19日、CX）- 篠田圭三 役
- 嫌われ松子の一生（2006年、TBS）
- 水戸黄門 第38部 第14話「盗っ人最後の恩返し-浜松-」（2008年4月21日、TBS）- 大杉喜内 役
- 金曜プレステージ（CX）
  - ハマの静香は事件がお好きepisode5（2008年4月25日）- 朝倉陽平 役
  - 十津川刑事の肖像「人捜しゲーム」（2009年5月8日）- 三田村直之 役
- 主水之助七番勝負〜徳川風雲録外伝〜第4話「死神剣 壱岐」（2008年11月10日、TX）- 平田壱岐 役
- ラブシャッフル（2009年、TBS）
- かりゆし先生ちばる!（2009年6月29日 - 9月18日、TX）- 長谷川陽一 役
- 相棒　Season8 第12話「SPY」（2010年1月20日、EX）- 警視庁警務部人事2課長・水木隆人 役
- 月曜ゴールデン（TBS）
  - 釣り刑事（2010年9月6日）
  - 財務捜査官 雨宮瑠璃子6（2011年2月14日）- 玉木仁史 役
- 四つ葉神社ウラ稼業 失恋保険〜告らせ屋〜 第9話（2011年6月2日、YTV）- 高原孝明 役

### 教養番組
- 趣味悠々 -はじめよう！社交ダンス-（2008年1月 - 全12回、ETV）
- 美木良介ロングブレス講座（2015年4月4日 - 2019年3月31日、BS-TBS）
- ジャパネットプレゼンツ 長息 長生き ロングブレス（2022年3月28日 - 毎日6:00 - 6:20、BSJapanext）

### クイズ番組
- ネプリーグ (フジテレビ)

### 映画
- 瀬戸内少年野球団 （1984年、松竹）
- ミシマ:ア・ライフ・イン・フォー・チャプターズ （1985年）- 日本未公開作品
- ユーパロ谷のドンベーズ (1985年 北星映画社）- 教師・少年野球監督 役
- 仔鹿物語（1991年） - 岡部茂役
- 不機嫌な果実（1997年）- 水越航一 役
- 実録・安藤昇侠道伝 烈火（2002年、東映）
- 新・仁義の墓場（2002年、大映）- 今村幸三 役
- 荒ぶる魂たち（2002年、大映）- 鳥居学 役
- 行動隊長伝 血盟（2003年）
- 許されざる者 （2003年、シネマパラダイス）- 渡徹郎 役
- ドッグファイター ごろつき刑事 （2004年、東映ビデオ）
- IZO （2004年、チームオクヤマ）
- HERO? 天使に逢えば・・・（2004年、エンターテイメント倶楽部）
- 新・日本の首領 （2004年、シネマパラダイス）- 辰野会直参尾崎組組長 尾崎敏之 役
- 風雲児 長者番付に挑んだ男（2006年、AMC）
- ゴーヤーちゃんぷるー（2006年、アウル21） - シン 役
- 男前 日本一の画家になったる! （2006年、さざ波）
- LIMIT OF LOVE 海猿（2006年、東宝） - 桂木貞之 役
- 三十九枚の年賀状（2009年）
- さくら、さくら 〜サムライ化学者・高峰譲吉の生涯〜（2011年） - 浅野総一郎 役

### Ｖシネマ
- 二代目パチンコ物語 一発必勝編（1991年） - 主演
- 呪死霊 外伝（2000年）
- 極道ジハード 〜聖戦〜 2,3（2002年）
- 鬼哭 KIKOKU（2003年）
- 極道の山本じゃ! 捨て身の極道編（2005年）
  - 極道の山本じゃ!2 伝説の親分編（2006年）
- 修羅の軍団（2006年）
- 新・修羅の軍団（2010年）

### 舞台
- ON THE 20TH CENTURY 〜20世紀号に乗って〜（1991年、青山劇場）
- 佐倉家の青春（1992年、日本橋三越劇場）
- LOVE LETTERS（1994年、パルコ劇場）
- 藤あや子公演 姫君剣法闇に舞う（1996年、新宿コマ劇場）
- 初暦（1999年、日本橋三越劇場）
- 花あかり（1999年、大阪松竹座/新橋演舞場）
- 佐々木小次郎（2002年、明治座）
- 花たち 女たち（2003年、京都南座）
- 泣いたらあかん（2005年、名古屋御園座/大阪新歌舞伎座）
- サウンド・オブ・ミュージック （2007年、芸術劇場/名鉄ホール/大阪国際交流センター）
- 初蕾 （2012年、松竹特別公演）

### ラジオドラマ
- TBSラジオ エブ★ラジ 夜の連続スマホ小説「ラブダイエット」[3]

### CM
- プレスキット
- ハウス食品 「ハッシュ・ド・ビーフ」「好きやねん」
- UCC上島珈琲 （ナレーション）
- BMW （ナレーション）
- ドクターシャタ 「シーメイド・ミネラルソープ」
- サラヤ 「ヤシノミ洗剤」（ナレーション）
- ガリバーインターナショナル（夏帆と共演）
- UHA味覚糖 ロングブレスサポートグミ

## ディスコグラフィ

### シングル
| #                    | 発売日               | タイトル               | B面                  | 規格                 | 規格品番             |
| ミノルフォンレコード | ミノルフォンレコード | ミノルフォンレコード   | ミノルフォンレコード | ミノルフォンレコード | ミノルフォンレコード |
| -------------------- | -------------------- | ---------------------- | -------------------- | -------------------- | -------------------- |
| 1st                  | 1981年1月            | 涙きれいだね           | ひとりみゆき         | EP                   | KA-2001              |
| テイチクレコード     |                      |                        |                      |                      |                      |
| 2nd                  | 1985年7月21日        | TOKYOサンセット        | 愛さずにいられない   | EP                   | RE-670               |
| 3rd                  | 1986年4月21日        | まごころ               | 胸の振り子           | EP                   | RE-714               |
| BMGビクター / RCA    |                      |                        |                      |                      |                      |
| 4th                  | 1995年12月16日       | 愛が震えてる           | きっと許せやしない   | 8cmCD                | BVDL-1028            |
| 5th                  | 1996年6月21日        | 一秒の…刻              | 愛してなんかいない   | 8cmCD                | BVDL-1036            |
| 6th                  | 1997年7月24日        | STORY 〜君に逢うための | 今夜はこのまま       | 8cmCD                | BVDL-1048            |

### アルバム

#### オリジナルアルバム
|                   | 発売日           | タイトル               | 規格             | 規格品番         |
| テイチクレコード  | テイチクレコード | テイチクレコード       | テイチクレコード | テイチクレコード |
| ----------------- | ---------------- | ---------------------- | ---------------- | ---------------- |
| 1st               | 1985年7月21日    | SUNSET STORY           | LP               | TL-509           |
| 1st               | 1985年7月21日    | SUNSET STORY           | CD               | 30CH-91          |
| BMGビクター / RCA |                  |                        |                  |                  |
| 2nd               | 1996年1月24日    | 同じ景色を見つめた日   | CD               | BVCH-63          |
| 2nd               | 2012年12月26日   | 同じ景色を見つめた日+4 | CD               | MHCL-2188        |

### タイアップ
| 曲名                   | タイアップ                                       | 収録作品                           |
| ---------------------- | ------------------------------------------------ | ---------------------------------- |
| まごころ               | 東海テレビ・フジテレビ系『もめん家族』主題歌     | シングル「まごころ」               |
| STORY 〜君に逢うための | テレビ東京系『特選・ぶらり旅』エンディングテーマ | シングル「STORY 〜君に逢うための」 |
| STORY 〜君に逢うための | シーメイド「ミネラルソープ」CMソング             | シングル「STORY 〜君に逢うための」 |